# Ловац на курве
Ловац на курве је други студијски албум Моногамије. Све песме на албуму су снимљене у студију Блок 1, осим бонус песме која је снимљена у студију Пикник. Албум је изашао 2008. године  за издавачке куће Rap Cartel и Take It Or Leave It Records. Моногамија написао текстове сам за неке песаме, док за остале песме су заједно са њим писали Немања Димић Vox, Микри Маус, Раде Кнежевић, Павле Јанковић, Дерач и Небојша Хартман.

## Списак песама
| №   | Назив                                            | Трајање |  |
| 1.  | Интро (дует са Којот)                            | 0:24    |  |
| 2.  | Света земља Србија (дует са Sha)                 | 2:45    |  |
| 3.  | Бела куга                                        | 3:23    |  |
| 4.  | Балда о...                                       | 3:19    |  |
| 5.  | Ђиха, ђиха                                       | 2:32    |  |
| 6.  | Звук са асфалта (дует са Sha и Hartmann)         | 3:42    |  |
| 7.  | Блинг, блинг (дует са Vox)                       | 2:52    |  |
| 8.  | Лионски херој                                    | 2:55    |  |
| 9.  | Пиа пива пиа мехурића (дует са Микри Маус)       | 3:05    |  |
| 10. | Усамљени тигар                                   | 2:36    |  |
| 11. | без имена (дует са Sha)                          | 3:07    |  |
| 12. | Ноћни шетач (дует са Дерач)                      | 3:46    |  |
| 13. | Еј фегети (дует са Пава)                         | 3:06    |  |
| 14. | Оутро (дует са Којот)                            | 0:20    |  |
| 15. | Асфалтирана џунгла (бонус, дует са Ритам нереда) | 3:34    |  |